# Gavin Friday
Pour les articles homonymes, voir Friday.
Fionán Martin Hanvey, dit Gavin Friday, (Dublin, 8 octobre 1959) est un chanteur, auteur-compositeur et peintre irlandais. Ami d'enfance des membres du groupe U2, The Edge et Bono, il a fondé avec Derek Rowen, dit Guggi, le groupe post-punk Virgin Prunes, réputé pour ses prestations scéniques outrageantes dans la mouvance du rock gothique. Après la dissolution du groupe en 1986, Gavin Friday devient artiste plasticien avant de réintégrer le monde de la musique l'année suivante. Depuis, il enregistre de temps à autre des albums en solo ou en collaboration, tout en composant des musiques de films. Il travaille également en tant qu'acteur au cinéma et sur scène, et plus récemment comme récitant pour des compositeurs de musique contemporaine tels que Gavin Bryars.

## Biographie

### Enfance et adolescence (1959–1976)
Fionán Martin Hanvey naît le 8 octobre 1959 à Dublin. Son père Robert Pascal Hanvey est peintre décorateur, et sa mère Anne Storey Hanvey travaille comme couturière,,. Fionán et ses trois frères cadets, grandissent au sein d'une famille catholique dans le quartier résidentiel de Glasnevin. Il fait ses études au Collège St Kevin, une école fondée par les Frères chrétiens dans le quartier de Ballygall au nord de Dublin.
À l'adolescence, il habite sur la Cedarwood Road située dans un quartier ouvrier près de Ballymun, où résident également Derek Rowen et Paul Hewson. Les trois garçons s'intéressent à l'art, la littérature et surtout la musique, en particulier le glam rock, popularisé par Marc Bolan puis David Bowie. Peu intéressé par le football ou les distractions de son âge, le jeune Fionán a des rapports difficiles avec son père et traîne souvent dans les rues de son quartier en trimballant des disques sous son bras avec une coiffure afro qui ne passe pas inaperçue,. Quelques années plus tard, il n'hésitera pas à choquer son entourage en sortant en ville accoutré d'une jupe et arborant un visage fardé orné d'une boucle d'oreille en forme de crucifix,.
Vers 1974, il se lie d'amitié avec Derek et Paul. Ils réunissent alors d'autres amis et créent le Lypton Village, une sorte de club informel au sein duquel les adolescents se donnent des surnoms afin d'échapper à leur environnement social,. Derek et son frère Trevor deviennent respectivement « Guggi » et « Strongman » (que l'on peut traduire par « Costaud »), Paul Hewson hérite du surnom de « Bono Vox of O'Connell Street » (raccourci en « Bono ») et Fionán Hanvey prend le pseudonyme de « Gavin Friday ». Le prénom « Gavin » provient de la déformation du mot « Wavin » (une célèbre marque irlandaise de tuyaux) évoquant phonétiquement la forme du visage rectangulaire de Fionán. Quant à « Friday », il tire son nom du fameux « Man Friday », le compagnon de Robinson Crusoé.

Beaucoup plus érudit que ses camarades en matière de musique, l'adolescent collectionne les disques de son idole David Bowie mais aussi ceux de Roxy Music, Lou Reed ou Bob Dylan. Il apprécie le cinéma et s'intéresse également à des chanteuses d'une génération plus ancienne comme Judy Garland ou plus tard Billie Holiday et Peggy Lee. Vers l'âge de 17 ou 18 ans, l'actrice  Agnes Bernelle lui fait découvrir L'Opéra de quat'sous de Bertolt Brecht et Kurt Weill dont l'esthétique décadente va beaucoup l'influencer à partir de la fin des années 1980,,. Quelques années plus tard, il s'enthousiasmera aussi pour l'univers de la chanteuse britannique Kate Bush,, ainsi que pour des grandes figures de la chanson française comme Édith Piaf, Serge Gainsbourg, Charles Aznavour sans oublier Jacques Brel dont le jeu de scène l'a énormément marqué,.

### Carrière musicale

#### Virgin Prunes(1977–1986)
Lorsque le punk rock commence à émerger à Dublin peu avant l'automne de 1976, il rencontre immédiatement l'adhésion des membres du Lypton Village,. Bono est le premier parmi eux à former le groupe éphémère « Feedback » avec les frères Evans : David (plus connu sous le surnom de « The Edge ») et Richard alias « Dik », accompagnés de Larry Mullen et Adam Clayton à la section rythmique. Mais après quelques concerts, Dik intègre ensuite les Virgin Prunes , un nouveau groupe créé par Friday et Guggi avec Strongman, Pod et Dave-Id Busaras. Le nom « Virgin Prunes » provient d'une expression dont les garçons se servaient pour qualifier les handicapés mentaux de l'hôpital psychiatrique de leur quartier,. Pour Friday, l'idée consistait à établir « un croisement entre les Sex Pistols, les New York Dolls et Salvador Dalí  ».

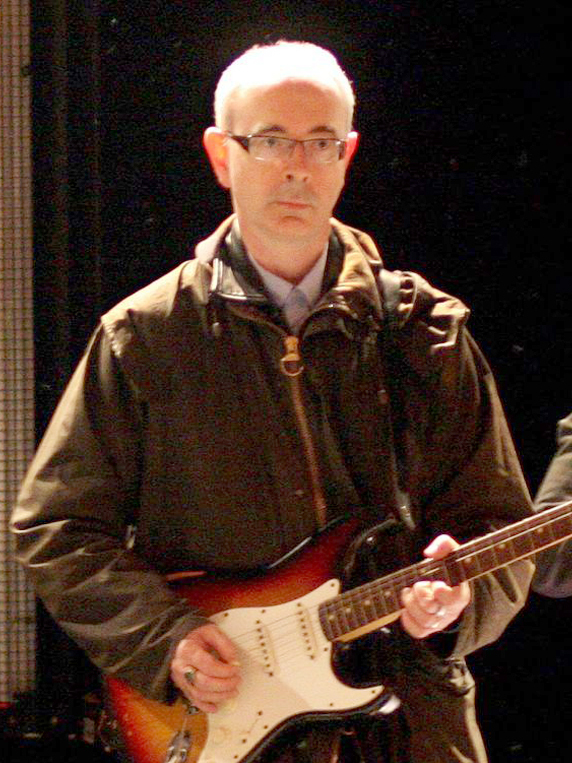
Le guitariste Dik Evans en novembre 2011.

 Un peu trop hâtivement classé parmi les formations gothiques, Virgin Prunes propose une musique souvent très discordante voire bruitiste. Friday et Guggi ne reculent devant rien pour perturber le public en multipliant rituels païens et provocations sexuelles, et leurs concerts offrent des performances primitivistes qui rappellent plutôt l'actionnisme viennois,.
Malgré une discographie comprenant les singles Pagan Lovesong et Baby Turn Blue, tous deux parus sur le label Rough Trade en 1982 et qui obtiennent un vif succès dans les discothèques spécialisées comme la célèbre Batcave,, le groupe se disloque au fil des concerts dans les années suivantes. En 1984, Friday, de plus en plus marqué par l'univers de Jacques Brel, Scott Walker et Kurt Weill, décide de privilégier la musique au détriment des performances tribales et des travestissements qui ont fait la réputation des Virgin Prunes. Guggi quitte alors la formation pour devenir artiste peintre et Dik ne tarde pas à lui emboîter le pas. Deux ans plus tard, le groupe publie The Moon Looked Down and Laughed, un dernier album studio produit par Dave Ball (ex-Soft Cell) qui hésite entre glam rock et musique de cabaret berlinois,. Mais au cours d'une tournée d'adieu qui donnera lieu au disque The Hidden Lie (1987), le chanteur finit par s'opposer aux autres membres et met un terme à Virgin Prunes. Réduit alors à un trio, le groupe tente de ressusciter quelques années plus tard en publiant trois albums sous le nom de The Prunes.

#### Carrière en solo (à partir de 1987)
Gavin Friday, de son côté, se met à peindre puis organise en 1988 une exposition à la Hendrick's Gallery de Dublin avec ses amis Guggi, Bono et l'artiste Charlie Whisker,. Il avouera qu'il avait à l'époque « gagné plus d'argent en peignant qu'en six ans avec Rough Trade ». Avant de réintégrer l'univers du rock, il décide d'ouvrir un cabaret, The Blue Jaysus, où il fait la connaissance du pianiste Maurice Roycroft (en) qu'il rebaptisera « The Man Seezer »,. Ce dernier, qui va devenir son collaborateur attitré pendant une quinzaine d'années, fait une première apparition sur le EP You Can't Always Get What You Want (1987) chanté par Friday et le musicien irlandais Simon Carmody.

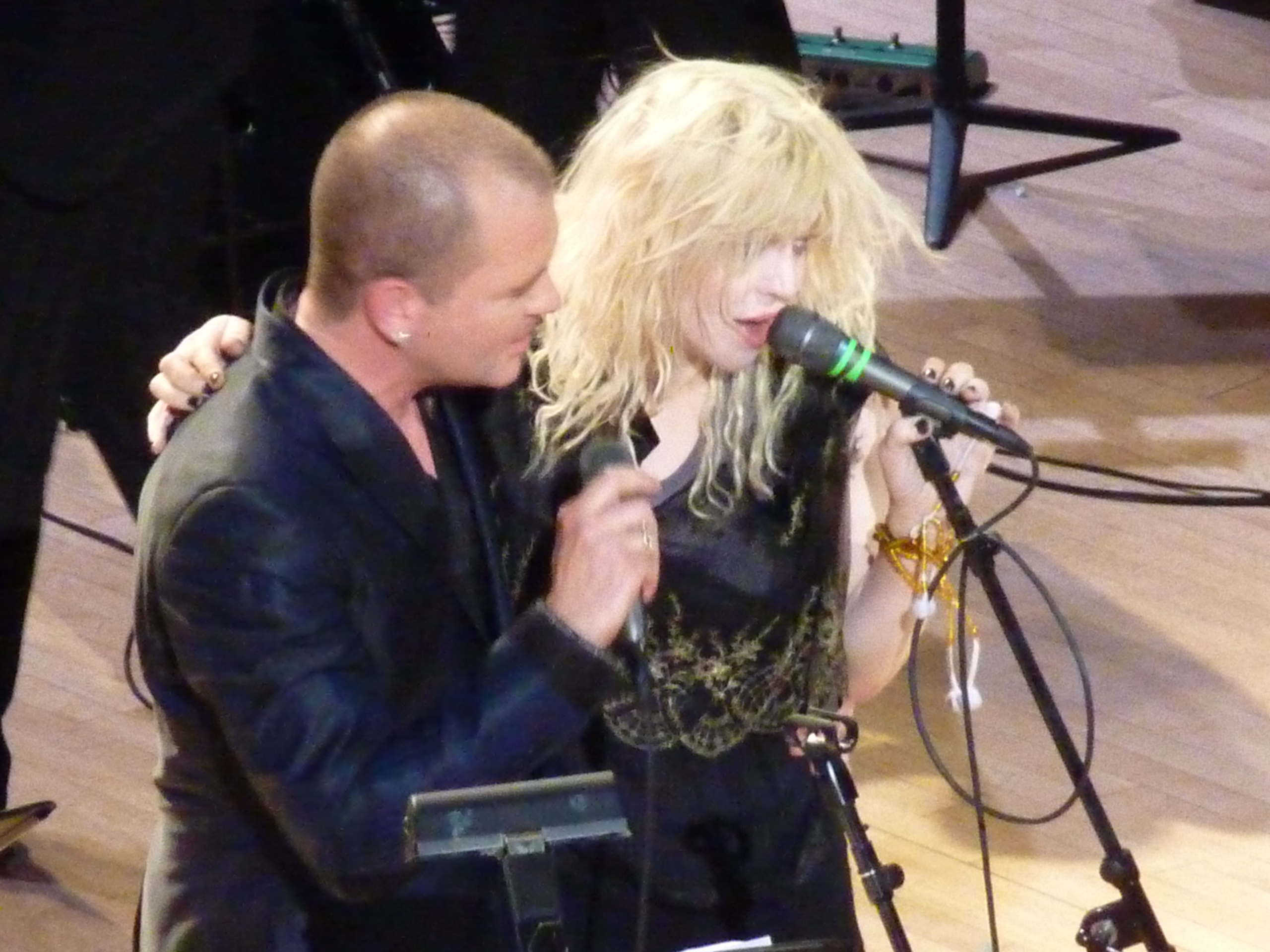
Gavin Friday avec la chanteuse Courtney Love au Carnegie Hall de New York en 2009.

 En avril 1989, il reprend le légendaire Amsterdam de Jacques Brel dans une émission de télévision néerlandaise. Et la même année, Friday et Seezer publient leur premier album en commun : Each Man Kills the Thing He Loves sur le label Island Records. Produit par Hal Willner (qui venait de travailler sur l'album Strange Weather de Marianne Faithfull), il bénéficie de l'apport des jazzmen Bill Frisell et Marc Ribot,. Plus mûr et exigeant sur le plan musical, ce disque tranche totalement avec l'univers expressionniste des Virgin Prunes et frappe par sa sobriété,. Mettant en musique un poème d'Oscar Wilde, reprenant des chansons comme Au suivant de Brel et Death Is Not the End de Bob Dylan, le chanteur y explore ses obsessions de toujours tels que l'amour ou la mort. L'album suivant, Adam 'n' Eve (1992), revient à un rock plus conventionnel avec des mélodies inspirées parfois par des compositeurs plus « sérieux » comme Burt Bacharach ou Erik Satie. Tandis que Shag Tobacco (1995), qu'il qualifie de « cabaret de science-fiction », s'oriente davantage du côté de la pop expérimentale,,.
En octobre 2001, il crée le spectacle Ich Liebe Dich au Théâtre Tivoli de Dublin en hommage au compositeur allemand Kurt Weill. Il y interprète des chansons de la période berlinoise jusqu'à celles écrites après son exil aux États-Unis. Il fêtera à nouveau la culture allemande au sens large en juillet 2006 à l'occasion du spectacle Tomorrow Belongs To Me donné au Liberty Hall de Dublin où il chante un répertoire allant de Lili Marleen à Bela Lugosi's Dead,. Pour fêter ses cinquante ans en 2009, il se produit avec de nombreux invités de marque comme U2, Lou Reed, Laurie Anderson, Courtney Love, Lady Gaga sans oublier Guggi et Dik sur la scène du prestigieux Carnegie Hall à New York. 

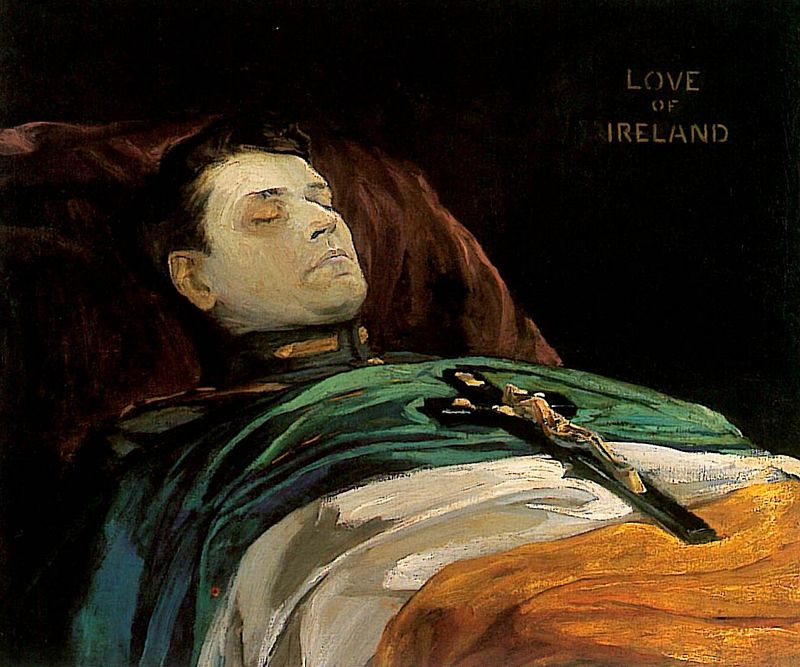
La pochette de son album Catholic s'inspire du tableau Michael Collins de John Lavery.

 Deux ans plus tard, il publie l'album Catholic (2011). Produit par Ken Thomas (connu notamment pour son travail pour Cocteau Twins et Sigur Rós), ce nouvel opus fait un clin d'œil à sa culture catholique, mais sans pour autant en faire un plaidoyer pour la religion. Sa photo de pochette est directement inspirée du tableau Michael Collins, Love of ireland (1922) de John Lavery, mettant en scène l'indépendantiste irlandais Michael Collins posant sur son lit de mort avec un crucifix sur sa poitrine recouverte du drapeau national. Baignant dans une atmosphère profondément spirituelle, l'album propose « une sorte de recueil de cantiques » rappelant les nappes vaporeuses de certains titres de Scott Walker ou du versant le plus « ambient » de U2.
Le 25 octobre 2024, il fait paraître Ecce Homo, un album qui, après une collaboration furtive sur le single Ghostrider (2010),,, marque ses retrouvailles avec Dave Ball crédité ici en tant que co-producteur, mais aussi compositeur et instrumentiste. Plus dansant que Catholic et n'hésitant pas à flirter parfois avec l'electro,, le disque tente de mêler des textures électroniques à une instrumentation acoustique comprenant cordes, piano, guitares et instruments à anches,,.

#### Musique de films
Il participe à la composition de nombreux morceaux vocaux ou instrumentaux pour des bandes originales de films, notamment pour le cinéaste irlandais Jim Sheridan. Pour Au nom du père (1993), il écrit trois chansons avec Seezer et Bono dont l'une, You Made Me the Thief of Your Heart (interprétée par Sinéad O'Connor), sera nommée pour le Golden Globe de la meilleure chanson originale.
On retrouve également Friday et Seezer sur les bandes originales de The Boxer (1997), In America (2002) et Réussir ou mourir (2005) qu'ils écrivent avec Quincy Jones. Le chanteur rend parfois hommage à ses anciennes idoles glam comme Marc Bolan en reprenant avec Bono le titre Children of the Revolution pour le film Moulin Rouge (2001).

#### Collaborations et performances
Depuis les années 1980, il collabore avec des artistes aussi différents que Dave Ball, The Fall, Coil, U2 ou Jah Wobble et participe même au groupe The Head constitué par trois membres dissidents des fameux Talking Heads. C'est d'ailleurs dans le cadre d'un projet collaboratif qu'il renoue pour la première fois en 2006 avec d'anciens membres des Virgin Prunes en participant au disque Rogue's Gallery: Pirate Ballads, Sea Songs, and Chanteys produit par Hal Willner et dans lequel il interprète deux vieilles chansons de marins : Baltimore Whores qu'il chante seul et Bully in the Alley avec Dave-Id Busaras et Guggi.
Dans un registre très différent, il a également travaillé en tant que récitant pour divers ensembles. En 2003, il réalise notamment avec Maurice Seezer une version réorchestrée du conte musical Pierre et le Loup de Sergueï Prokofiev, dans un livre-disque illustré en partie par son ami Bono et dans lequel il est crédité comme narrateur, producteur et co-arrangeur. Sa voix est aussi recherchée par des compositeurs contemporains comme Gavin Bryars qui lui confie, en début d'année 2007, le soin de réciter huit sonnets de Shakespeare dans sa pièce Nothing like the Sun,. La même année, il est le narrateur de The Handsomest Drowned Man in the World du compositeur irlandais Ian Wilson (en), une pièce de musique de chambre basée sur une courte nouvelle du même titre de Gabriel García Márquez. Cette œuvre sera reprise l'année suivante sous forme de performance au Centre culturel irlandais de Paris.
En 2017, il enregistre l'album de musique expérimentale et d'électro-jazz Atonalism avec le duo Atonalist, composé des multi-instrumentistes Renaud-Gabriel Pion et Arnaud Fournier (membre des groupes Hint et La Phaze).

### Autres activités

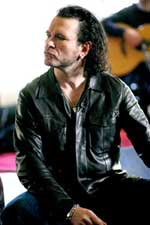
Gavin Friday à Dingle en 2004.

En dehors d'une activité d'artiste plasticien entamée en 1987, il entreprend dès cette époque divers projets annexes souvent en lien avec la musique. Il anime durant la même année et jusqu'à sa fermeture, le cabaret-vaudeville The Blue Jaysus, au sein de la discothèque The Waterfront près des rives du fleuve Liffey à Dublin. The Blue Jaysus est considéré à l'époque comme l'un des clubs les plus prisés de la ville,, et de nombreux artistes viendront y jouer tels que Simon Carmody, The Waterboys, Van Morrison ou les Thompson Twins. En mai 1994, il ouvrira sur Suffolk Street un autre lieu similaire nommé le « Mr Pussy's Café De Lux » avec l'aide de ses amis Bono et Jim Sheridan. Mais malgré des « shows » dénudés lui assurant une grande renommée auprès de quelques célébrités comme Mel Gibson, Naomi Campbell ou encore Ronnie Wood, l'établissement fermera à son tour un an plus tard.
En 2003, il présente au Festival Fringe Dublin le one-man-show I Didn't Come Up the Liffey in a Bubble dans lequel il raconte son enfance et adolescence dans la banlieue nord de Dublin. Il est également acteur, notamment dans le film Breakfast on Pluto de Neil Jordan où il joue le rôle de Billy Hatchet,.
Il a aussi été producteur du chanteur irlandais Aidan Walsh, et sur l'album Baby Woman de Naomi Campbell. Mais c'est auprès de ses amis de U2 qu'il est le plus actif. À l'époque de l'élaboration de leur mythique album The Joshua Tree, c'est notamment lui qui les a encouragé et aidé à finaliser leur succès With or Without You,. Il devient ensuite consultant pendant les tournées du groupe, durant lesquelles il observe leurs prestations afin d'améliorer leur « image » auprès du public.

## Discographie
Sauf indication contraire ou complémentaire, les informations mentionnées dans cette section peuvent être confirmées par les bases de données Discogs et MusicBrainz.

### Albums studio
- 1989 : Each Man Kills the Thing He Loves (avec « The Man Seezer »)
- 1992 : Adam 'n' Eve
- 1995 : Shag Tobacco
- 2011 : Catholic
- 2024 : Ecce Homo

### Singles
- 1987 : You Can't Always Get What You Want (EP 3 titres avec Simon Carmody, la chanson-titre est une reprise des Rolling Stones)
- 1989 : Each Man Kills the Thing He Loves (avec « The Man Seezer »)
- 1989 : Man of Misfortune (avec « The Man Seezer »)
- 1989 : You Take Away the Sun (avec « The Man Seezer »)
- 1991 : I Want to Live
- 1992 : Falling off the Edge of the World
- 1992 : King of Trash
- 1993 : In The Name Of The Father
- 1995 : Angel
- 1996 : You Me and World War Three
- 2008 : Singin' In The Rain (flexi disc vendu avec le magazine Lemon no 3)
- 2010 : Ghostrider (reprise d'un titre de Suicide arrangé par Dave Ball)
- 2023 : There's nothing to be afraid of  (extrait de la bande originale du film d'animation Peter and the Wolf)

### Compilation
- 1995 : The World According To Me (CD promotionnel)

### Livre-disque
- 2003 : Peter and the Wolf (avec le Friday-Seezer Ensemble)

### Bandes originales
- 1990 : Bad Influence (contient He Got What He Wanted co-écrite avec « The Man Seezer »)
- 1993 : Short Cuts (contient A Thousand Years co-écrite avec « The Man Seezer » et interprétée par Annie Ross)
- 1993 : Au nom du père (contient la chanson titre et Billy Boola chantées en duo avec Bono ainsi que You Made Me The Thief Of Your Heart par Sinéad O'Connor)
- 1995 : Batman Forever (co-arrangeur et chœurs sur la reprise de The Passenger d'Iggy Pop interprétée par Michael Hutchence)
- 1996 : Basquiat (contient The Last Song I'll Ever Sing co-écrite avec Maurice Seezer)
- 1996 : Mission impossible (contient un remix de You, Me And World War Three co-écrit avec Maurice Seezer)
- 1996 : Roméo + Juliette (contient Angel)
- 2001 : Moulin Rouge (contient une reprise de Children of the Revolution de T. Rex chantée en duo avec Bono)
- 2005 : Breakfast on Pluto (contient les titres Wig Wam Bam et Sand chantée en duo avec Cillian Murphy)
- 2011 : This Must Be The Place (contient Lord I'm Coming)

### Collaborations (sélection)

#### Albums studio
- 1983 : In Strict Tempo de Dave Ball (paroles et chant sur Strict Tempo)
- 1984 : The Wonderful and Frightening World of The Fall de The Fall (chant sur Copped It, Clear Off! et Stephen Song)
- 1984 : Scatology de Coil (paroles et chant sur Tenderness Of Wolves)
- 1994 : Take Me To God de Jah Wobble's Invaders Of The Heart (chant sur Yoga Of The Nightclub et The Bonds Of Love)
- 1996 : No Talking, Just Head de The Heads (paroles et chant sur Blue Blue Moon)
- 2001 : Folk de Howie B (co-écriture et chant sur Duet)
- 2010 : Love Life & Limb de Preachers Son (chant sur Lipstick)
- 2013 : Why Hast Thou Forsaken Me? de Universal Daughters (reprise de Kanga Roo d'Alex Chilton)
- 2013 : Down With The Dawn de Howie B (chant sur Summer's Flower)
- 2016 : Nothing Like The Sun de Gavin Bryars et le Gavin Bryars Ensemble (récitant sur plusieurs pistes)
- 2017 : Atonalism de Atonalist (paroles et chant sur cinq pistes)
- 2019 : Lost in Blue d'Annie Hogan (chant sur Angels Of Romance)

#### Albums en public
- 1987 : Dollar For Your Dreams de The Radiators from Space (chant sur Kitty Ricketts)
- 2015 : The Vicar St. Sessions Vol. 1 de Paul Brady (chant sur Nobody Knows)

#### Singles
- 1992 : One de U2 (chœurs sur la reprise de Satellite of Love de Lou Reed sur la face B du maxi 12")
- 2008 : The Ballad of Ronnie Drew de U2, The Dubliners, Kíla et A Band of Bowsies (voix sur The Ballad Of Ronnie Drew)
- 2018 : Hold Me, Thrill Me, Kiss Me, Kill Me de U2 (chant sur la version « The Gotham Experience Remix »)

#### Compilations
- 1997 : Closed on Account of Rabies (lecture du poème For Annie d'Edgar Allan Poe sur ce double CD en hommage à l'écrivain)
- 2006 : Rogue's Gallery: Pirate Ballads, Sea Songs, and Chanteys (chant seul sur Baltimore Whores et en trio avec Dave-Id Busaras et Guggi sur Bully in the Alley)
- 2006 : The Harry Smith Project: Anthology Of American Folk Music Revisited (chant sur Fatal Flower Garden et When That Great Ship Went Down avec Maurice Seezer)
- 2011 : The Devil in Love - A Soundtrack to the 1772 Occult Novel (chant sur The Devil In Love en hommage au roman Le Diable amoureux de Jacques Cazotte)
- 2011 : (Ăhk-to͝ong Ba͞y-bi) Covered (reprise de The Fly de U2)
- 2013 : Son of Rogues Gallery: Pirate Ballads, Sea Songs & Chanteys (duo avec Shannon McNally sur Tom's Gone To Hilo)
- 2020 : AngelHeaded Hipster: The Songs Of Marc Bolan & T. Rex (reprise de deux titres de T. Rex dont un en duo avec Maria McKee)

### Production
- 1987 : A Life Story Of My Life de Aidan Walsh & The Master Plan (co-produit avec Simon Carmody)
- 1994 : Baby Woman de Naomi Campbell (quatre titres co-produits avec Tim Simenon)

## Filmographie
Sauf indication contraire, les informations mentionnées dans cette section peuvent être confirmées par la base de données cinématographiques IMDb,  présente dans la section « Liens externes ».

### Comme compositeur

#### Cinéma
- 1995 : Angel Baby de Michael Rymer (avec John Clifford White et Maurice Seezer)
- 1997 : The Boxer de Jim Sheridan (avec Maurice Seezer)
- 2001 : Disco Pigs de Kirsten Sheridan (avec Maurice Seezer)
- 2002 : In America de Jim Sheridan (avec Maurice Seezer)
- 2005 : Réussir ou mourir de Jim Sheridan (avec Quincy Jones et Maurice Seezer)
- 2022 : Francis Bacon: The Outsider de Karen McGrath (avec Michael Heffernan)

#### Courts métrages
- 2023 : Peter & the Wolf de Elliot Dear et Stephen McNally (réorchestration d'une musique de Prokofiev avec Maurice Seezer)

#### Télévision
- 2004 : Happy Birthday Oscar Wilde de Bill Hughes (avec Maurice Seezer)

### Comme acteur
- 2001 : Disco Pigs de Kirsten Sheridan : Paschal Stankard
- 2005 : Breakfast on Pluto de Neil Jordan : Billy Hatchet

#### Ouvrages
- Thierry Boucanier, Virgin Prunes : Une nouvelle forme de beauté, Camion blanc, 2013, 356 p. (ISBN 978-2357793040, lire en ligne), « Gavin Friday & co - Post-Virgin Prunes ». .
- (en) Tony Clayton-Lea et Richie Taylor, Irish Rock : Where It's Come From, where It's At, where It's Going, Sidgwick & Jackson, 1992, 128 p. (ISBN 978-0717119974).
- (en) Tony Clayton-Lea, 101 Irish records (you must hear before you die), Liberties Press Ltd, 2012 (ISBN 978-1907593345), « Gavin Friday - Catholic (2011) », p. 84-85.
- Vincent Laufer, « Virgin Prunes, The Prunes et Gavin Friday », dans Michka Assayas (dir.), Le nouveau dictionnaire du rock, Robert Laffont, coll. « Bouquins », 2014 (ISBN 978-2221915776), p. 3001-3003. .
- Simon Reynolds (trad. de l'anglais par Aude de Hesdin), Rip It Up and Start Again : Post-Punk 1978-1984, Allia, 2007 (ISBN 978-2844852328), « Dark Things, le gothique et le retour du rock », p. 510-531.
- Frédéric Thébault, Génération Extrême : 1975-1982 du punk à la cold-Wave, Camion Blanc, 2005, 386 p. (ISBN 978-2910196943, lire en ligne).
- (en) Richie Unterberger, « Gavin Friday », dans The Rough Guide to Rock, Rough Guides Ltd., 2003, 3e éd. (ISBN 978-1858284576, lire en ligne), p. 394-395. .
- (en) Rolf Vasellari, Virgin Prunes : The Faculties of a Broken Heart, Black Sheep Press, 1985Ce premier ouvrage sur Virgin Prunes contient des photos, les paroles des chansons avec des contributions de Gavin Friday, Jeremy Reed, Jim Thirlwell, Colin Newman, Mayo Thompson, Bono, John Balance et Genesis P-Orridge.

#### Articles
- Philippe Rostan, Anne Blaquart, Catherine Meadeb et Max-André Dellezigne, « Conversation avec Gavin Friday », Entropie, no 9,‎ 1986, p. 12-16 (lire en ligne)Longue interview de Gavin Friday parue dans un fanzine français peu avant son départ de Virgin Prunes.
- (en) Dave Henderson, « Gavin Friday & The Man Seezer : Ring my Brel », OffBeat Magazine, no 9,‎ mai 1989, p. 28-29.
- (en) Sandra A. Garcia, « Gavin Friday : Cabaret of Life », B Side Magazine, no 18,‎ décembre 1989 - janvier 1990.
- (en) Sandra A. Garcia, « Gavin Friday : Paradise lost », B Side Magazine, no 37,‎ février-mars 1993.
- (en) Sandra A. Garcia, « Gavin Friday : Kitchen sink drama », B Side Magazine, no 55,‎ mars-avril 1996.
- (en) Ken Scrudato, « Bono’s Best Mate Gavin Friday Gets Catholic », BlackBook,‎ 9 juin 2011 (lire en ligne).

### Documentaire
- (en) [vidéo] « Ladies and Gentlemen, Gavin Friday », Ian Thuillier (réalisateur) sur RTÉ One, 2010, Midas Productions.